# 卡齐米尔·盖多什
卡齐米尔·盖多什（1934年3月28日—2016年11月8日），斯洛伐克男子足球运动员，司职前锋。他曾代表捷克斯洛伐克国家队参加1954年和1958年国际足联世界杯，两届比赛均止步小组赛阶段。